# クロスインデックス
株式会社クロスインデックスは、日本国内・海外の外国人・日本人専門家スタッフによる国際ビジネス支援サービスを提供する会社。

## サービス内容
国内・海外の外国人・日本人専門家スタッフによる国際ビジネス支援サービス
- 海外コンサル・海外調査サービス 海外進出コンサルティング 海外調査 外国人マーケティング 外国人アンケート調査 原稿執筆
- 翻訳関連サービス 翻訳 添削 校正 多言語Web制作 多言語SEO対策
- 派遣関連サービス 通訳 企業語学研修 英会話等の講師派遣 イベント外国人派遣 ナレーター派遣 映像翻訳者派遣
- 編集関連サービス リライト 編集・デザイン テープ起こし
- 不動産関連サービス 外国人賃貸支援

### 在籍外国人専門家
人数：16,000名以上、対応国：145ヶ国、対応言語：英語、フランス語、イタリア語、ドイツ語、スペイン語、ポルトガル語、ロシア語、タイ語、中国語、韓国語など世界450言語

## 沿革
- 1999年 - 9月 国際家庭教師派遣センターICとして留学生支援活動開始
- 2000年 - 7月 有限会社留学生支援センターアイシーとして登記
- 2000年 - 8月 通訳・翻訳サービス開始
- 2000年 - 9月 企業向け語学研修サービス開始
- 2000年 - 10月 留学生インターンシップ事業開
- 2001年 - 1月 関西支社営業開始
- 2001年 - 4月 関西へ本社移転
- 2002年 - 5月 海外調査サービス開始
- 2002年 - 6月 格安IP電話レッスンサービス開始
- 2004年 - 7月 関東営業所設立
- 2004年 - 9月 有限会社クロスインデックスに社名変更
- 2004年 - 11月 プロコム、ユニコムブランドによるサービス提供開始
- 2005年 - 12月 プロコム、ユニコムブランドの統合
- 2006年 - 5月 株式会社クロスインデックスに組織変更
- 2006年 - 12月 外国人への不動産賃貸支援サービスを開始
- 2007年 - 7月 関東営業所の移転
- 2008年 - 4月 移転及び、東京へ本社移転
- 2008年 - 11月 東京本社の移転
- 2009年 - 1月 多言語Web制作・SEO対策サービスを開始
- 2011年 - 12月 国際人材の派遣・紹介事業を開始

## 取引先実績
- 公的機関：内閣府、総務省、財務省、文部科学省、厚生労働省、農林水産省、経済産業省、国土交通省、警察庁、国際協力銀行（JBIC）、日本貿易振興機構（JETRO）、金融情報システムセンター、日本生産性本部、日本開発構想研究所、国際建設技術協会、独立行政法人新エネルギー・産業技術総合開発機構、米国イリノイ州政府、東京都、大阪府
- シンクタンク各社：日本総合研究所、野村総合研究所、三菱総合研究所
- 大学：愛知大学、金沢大学、関西大学、京都大学、共立女子大学、慶應大学、筑波大学、東海大学、東京工科大学、東京大学、名古屋大学、広島大学、山梨大学、立教大学、早稲田大学
- メーカー関連：キャセイパシフィック航空、KDDI、ジャパンエナジー、住友ナコマテリアルハンドリング、ダイキン工業、太平洋セメント、デンソー、三菱ウェルファーマ、三菱化学科学技術研究センター、リーバイ・ストラウスジャパン、ワールド
- マスコミ関連：朝日新聞社、日本経済新聞社、読売新聞、講談社、光文社、宝島社、日本放送協会、NHKインターナショナル、NHKエデュケーショナル、NHKエンタープライズ、NHKプラネット、テレビ朝日、テレビ東京、日本テレビ放送網、フジテレビジョン
- 広告代理店・印刷関連：共同印刷、電通、電通リサーチ、凸版印刷、日経広告、博報堂